# Seznam dílů seriálu The Punisher
Toto je seznam dílů seriálu The Punisher. Americký akční televizní seriál The Punisher byl zveřejněn na Netflixu.

## Přehled řad
| Řada | Díly | Premiéra na Netflixu |
| ---- | ---- | -------------------- |
| 1    | 13   | 17. listopadu 2017   |
| 2    | 13   | 18. ledna 2019       |

## Seznam dílů

### První řada (2017)
| Č. v seriálu | Č. v řadě | Původní název         | Český název        | Režie          | Scénář                | Premiéra na Netflixu |
| ------------ | --------- | --------------------- | ------------------ | -------------- | --------------------- | -------------------- |
| 1            | 1         | 3 AM                  | Ve tři ráno        | Tom Shankland  | Steve Lightfoot       | 17. listopadu 2017   |
| 2            | 2         | Two Dead Men          | Dva mrtví muži     | Tom Shankland  | Steve Lightfoot       | 17. listopadu 2017   |
| 3            | 3         | Kandaha               | Kandahár           | Andy Goddard   | Steve Lightfoot       | 17. listopadu 2017   |
| 4            | 4         | Resupply              | Doplnění zásob     | Kari Skogland  | Dario Scardapane      | 17. listopadu 2017   |
| 5            | 5         | Gunner                | Gunner             | Dearbhla Walsh | Michael Jones-Morales | 17. listopadu 2017   |
| 6            | 6         | The Judas Goat        | Jidášská koza      | Jeremy Webb    | Christine Boylan      | 17. listopadu 2017   |
| 7            | 7         | Crosshairs            | Na mušce           | Andy Goddard   | Bruce Marshall Romans | 17. listopadu 2017   |
| 8            | 8         | Cold Steel            | Chladná ocel       | Antonio Campos | Felicia D. Henderson  | 17. listopadu 2017   |
| 9            | 9         | Front Toward Enemy    | Čelem k nepříteli  | Marc Jobst     | Angela LaManna        | 17. listopadu 2017   |
| 10           | 10        | Virtue of the Vicious | Ctnost zlých       | Jim O'Hanlon   | Ken Kristensen        | 17. listopadu 2017   |
| 11           | 11        | Danger Close          | Nebezpečí nablízku | Kevin Hooks    | Felicia D. Henderson  | 17. listopadu 2017   |
| 12           | 12        | Home                  | Doma               | Jet Wilkinson  | Dario Scardapane      | 17. listopadu 2017   |
| 13           | 13        | Memento Mori          | Memento mori       | Stephen Surjik | Steve Lightfoot       | 17. listopadu 2017   |

### Druhá řada (2019)
| Č. v seriálu | Č. v řadě | Původní název          | Český název                | Režie                      | Scénář                           | Premiéra na Netflixu |
| ------------ | --------- | ---------------------- | -------------------------- | -------------------------- | -------------------------------- | -------------------- |
| 14           | 1         | Roadhouse Blues        | Roadhouse Blues            | Jim O'Hanlon               | Steve Lightfoot                  | 18. ledna 2019       |
| 15           | 2         | Fight or Flight        | Bojuj nebo uteč            | Jim O'Hanlon               | Steve Lightfoot                  | 18. ledna 2019       |
| 16           | 3         | Trouble the Water      | Rozbouřit vodu             | Jeremy Webb                | Ken Kristensen                   | 18. ledna 2019       |
| 17           | 4         | Scar Tissue            | Jizva                      | Iain B. MacDonald          | Angela LaManna                   | 18. ledna 2019       |
| 18           | 5         | One-Eyed Jacks         | Spodci                     | Stacie Passon              | Dario Scardapane                 | 18. ledna 2019       |
| 19           | 6         | Nakazat                | Nakazat                    | Jamie M. Dagg              | Christine Boylan                 | 18. ledna 2019       |
| 20           | 7         | One Bad Day            | Špatný den                 | Jet Wilkinson              | Felicia D. Henderson             | 18. ledna 2019       |
| 21           | 8         | My Brother's Keeper    | Svému bratru strážným budu | Michael Offer              | Bruce Marshall Romans            | 18. ledna 2019       |
| 22           | 9         | Flustercluck           | Bordel                     | Salli Richardson-Whitfield | Steve Lightfoot a Ken Kristensen | 18. ledna 2019       |
| 23           | 10        | The Dark Hearts of Men | Temnota lidských srdcí     | Alex Garcia Lopez          | Steve Lightfoot a Angela LaManna | 18. ledna 2019       |
| 24           | 11        | The Abyss              | Propast                    | Meera Menon                | Laura Jean Leal                  | 18. ledna 2019       |
| 25           | 12        | Collision Course       | Nevyhnutelná srážka        | Stephen Kay                | Dario Scardapane                 | 18. ledna 2019       |
| 26           | 13        | The Whirlwind          | Tornádo                    | Jeremy Webb                | Steve Lightfoot                  | 18. ledna 2019       |